# Henri Marie Joseph Allard
Pour les articles homonymes, voir Henri Allard et Allard.
Henri, Marie Joseph Allard (né le 26 avril 1894 à Douai - mort le 25 août 1969 à Perpignan), est un ingénieur et chef d'entreprise français. Il est le fondateur d'une importante entreprise de travaux publics des années 1930-1960 et, durant la même période, l'un des principaux acteurs du développement du tourisme et des sports d'hiver à Font-Romeu.

## Biographie
Après des études à l'École centrale de Paris (Promotion 1920) et sa participation à la Première Guerre mondiale (récompensée par la Légion d'honneur et la Croix de guerre), il commence sa carrière en tant que conducteur de travaux dans le bâtiment. Il dirige la construction du Centre héliothérapique des Pupilles de l'école publique d'Odeillo, dans les Pyrénées-Orientales. À la fin des travaux, il décide de s'installer là et crée son entreprise de construction en 1926.
L'Entreprise Allard connaît une forte croissance durant l'entre-deux-guerres. Le siège reste à Odeillo (commune de Font-Romeu-Odeillo-Via) mais de nombreuses succursales et bureaux sont ouverts en France. Son chiffre d'affaires chute lorsque le gouvernement de Vichy annule de nombreuses constructions militaires. Il bénéficie cependant des travaux de reconstructions après l'aiguat de 1940 qui dévaste le département des Pyrénées-Orientales.
Au début des années 1940, l'Entreprise Allard est la première du département dans le domaine du bâtiment et des travaux publics. Pendant la guerre, il accepte de travailler pour les Allemands. À la Libération, le comité d'épuration le condamne à un simple blâme, car il a pu prouver que son entreprise, tout en travaillant sur les chantiers allemands, a commis des actes de résistance (ralentissement du travail, embauches de personnes pour échapper au STO, malfaçons volontaires…). Après guerre, l'Entreprise Allard poursuit sa croissance.
Élu pendant les années 1930 conseiller municipal, Henri Allard comprend très tôt que le développement du tourisme et en particulier des sports d'hiver peut être un atout pour sa commune, sur laquelle, sous son impulsion, sont installés deux téléskis en 1937. Il est aussi président de l'Office de tourisme et du Syndicat d'initiative de Font-Romeu dans les années 1950-1960.

## Décorations
- Chevalier de la Légion d'honneur
- Croix de guerre 1914–1918